# Singltrek Podhůra
Singltrek Podhůra je první příměstská stezka značky Singltrek v České republice. Nachází se v komplexu rekreačních lesů Podhůra v těsné blízkosti města Chrudimi. První okruh o délce 1,6 km byl otevřen v červnu 2014. Jedná se o jádro zamýšlené sítě stezek (síť na sebe navazujících okruhů) a má proto nízkou obtížnost (modře značená stezka). Singltrek Podhůra je určen jezdcům na horských kolech všech úrovní technické i fyzické zdatnosti, od malých dětí s rodiči až po zkušené terénní cyklisty. Obtížnost stezky si každý cyklista může regulovat rychlostí, kterou po stezce jede.

## O projektu
Myšlenku Singltreku do České republiky přinesl Tomáš Kvasnička, který se inspiroval stezkami pro terénní cyklistiku ve Velké Británii. Od začátku bylo jeho záměrem vedle destinací pro terénní cyklistiku, jako je Singltrek pod Smrkem, vytvářet také příměstské sítě přístupných stezek pro každodenní rekreaci místních obyvatel. Jako první město o podobnou rekreační stezku projevila Chrudim, která již řadu let úspěšně rozvíjí svůj projekt rekreačních lesů na Podhůře. Projektování stezky začalo na podzim roku 2012. Na jaře 2014 pak byl postaveno první, 1,6 km dlouhý okruh, který byl slavnostně otevřen v červnu 2014. S pomocí dobrovolníků také vznikla techničtější trať v přilehlém bývalém lomu. Výhledově jsou naplánovány další okruhy, celkově by v lesním komplexu Podhůra mohlo vzniknout až přibližně 15 kilometrů stezek. 
Vzhledem k malé členitosti a převýšení terénu, a zejména proto, že jde o centrální část zamýšlené sítě stezek, byl tento první úsek Singltreku Podhůra vyprojektován tak, aby měl nízkou obtížnost. V systému klasifikace obtížnosti Singltreku odpovídá parametrům stezky pro začátečníky a mírně pokročilé a je označen modrou barvou. V plánu jsou na Podhůře též úseky pro středně pokročilé až pokročilé terénní cyklisty.

## Pravidla, doporučení, informace
Singltrek Podhůra je přístupný široké škále uživatelů od malých dětí až po expertní terénní cyklisty.[zdroj?]

### Děti na Singltreku
Úzká, modře značená stezka Singltreku Podhůra je vhodná pro děti teprve od chvíle, kdy jsou schopny jet na kole nebo na odrážedle samostatně. Je to proto, že s vozíkem nebo s tažnou tyčí nelze projet všechna úzká místa a zatáčky na stezkách. Úzké stezky zároveň vyžadují poměrně obratné manévrování, což může být nebezpečné pro děti v sedačce. S malými dětmi je nutné být na stezkách vždy opatrní a předvídaví. Doprovod musí jet vždy za dítětem a dávat pozor, aby se dítě nepřipletlo do cesty jinému jezdci.

### Doporučené vybavení na Singltrek Podhůra
Singltrek Podhůra je vhodný pro horská kola. Ideálním typem kola je tzv. trailbike (tedy kolo s geometrií uzpůsobenou pro jízdu na úzkých stezkách), avšak je možné jet na jakémkoli horském kole. Při jízdě na Singltreku se doporučuje používat cyklistickou helmu a rukavice (nejlépe s celými prsty). Jiné chrániče nejsou potřeba. Cyklista by na Singltrek Podhůra měl být vybaven podobně jako na jinou běžnou cyklistickou vyjížďku. Může se hodit náhradní duše nebo sada na lepení, pumpička, základní nářadíčko a základní lékárnička.

### Bezpečnostní systém na Singltreku Podhůra
Stezky Singltreku Podhůra charakteristickým orientačním systémem na dřevěných sloupcích podél stezek. Na zadní straně každého sloupku je umístěn unikátní kód (spolu s telefonními čísly). Při  potřebě zavolat záchranu nebo pomoc se od místa nehody vraťte po stezce k nejbližšímu sloupku (proti směru jízdy, cestou zastavujte jedoucí cyklisty) a do telefonu operátorovi záchranné služby sdělte kód, který na sloupku najdete. Záchranná služba Vás díky kódu bude schopna snadno lokalizovat.